# Франция по време на Втората световна война
Историята на Франция по време на Втората световна война е периодът в историята на Франция между 3 септември 1939 г. – нейното влизане във Втората световна война два дни след избухването ѝ, и края на военните действия в Европа на 8 май 1945 г., когато войната приключва в Европа (военните действия продължават в Тихия океан). Франция е част от Западния фронт, обхващащ Дания, Норвегия, Люксембург, Белгия, Обединеното Кралство, Франция, Италия и Германия.
На Западния фронт има две фази на мащабни бойни операции. Първата фаза включва капитулацията на Нидерландия, Белгия и битката за Франция през май и юни 1940 г. След това въздушната война между Германия и Великобритания продължава, като най-кулминационният момент е Битката за Британия. Втората фаза започва през юни 1944 г., когато Съюзниците извършват десант в Нормандия, който отваря нов фронт в Западна Европа, след което напредват и освобождават Париж на 25 август същата година.
В периода 1940 – 1944 г. почти цяла Западна Европа с изключение на Великобритания остават под германска окупация. Франция е управлявана като Вишистка Франция под ръководството на маршал Филип Петен. От 1940 г. до 1942 г., докато режимът на Виши е номинално правителство на цяла Франция с изключение на Елзас и Лотарингия, германците са окупирали Северна, а италианците окупират Югоизточна Франция.

## Теми
Долуизброените статии засягат темата „Франция по време на Втората световна война“:
- Линия Мажино и Алпийска линия на укрепления и защита по границите с Германия и Италия
- Френско обявяване на война на Германия – 17:00 ч. на 3 септември 1939 г
- Странна война, или drôle de guerre („странна война“), името, дадено на периода от време в Западна Европа от септември 1939 г. до април 1940 г., когато след светкавичната атака срещу Полша през септември 1939 г. почти няма сражения и не са пускани бомби.
  - Максим Вейганд, главнокомандващ; малка военна активност между поражението на Полша през октомври 1939 г. и април 1940 г.
  - Англо-френският Върховен военен съвет е създаден, за да организира съвместна стратегия срещу Германия
- Битката за Франция през май и юни 1940 г., в която германската победа води до падането на Третата република .

### Вишистка Франция
- Вишистка Франция, германската клиентска държава, създадена през юни 1940 г. в неокупираната свободна зона, официално неутрална и независима до нахлуването от Оста през ноември 1942 г.
  - Маршал Филип Петен, главният лидер на Виши
  - Пиер Лавал, ръководител на правителството 1942 – 1944 г
  - Френските военновъздушни сили на Виши
  - Потопяване на френския флот в Тулон
  - Service du travail obligatoire – предоставяне на френски граждани като принудителен труд в Германия
- Окупация на Франция от Оста:
  - Германска окупация на Франция по време на Втората световна война – 1940 – 1944 г. в северните зони и 1942 – 1944 г. в южната зона
    - Холокостът във Франция

  - Италианска окупация на Франция по време на Втората световна война – ограничена до граничните райони 1940 – 1942 г., почти цялата територия на левия бряг на Рона 1942 – 1943 г.

## Свободна Франция
- Шарл дьо Гол, главният лидер
- Свободна Франция (La France Libre), временното правителство в Лондон, което контролира неокупирани и освободени територии, и силите под негов контрол (Forces françaises libres или FFL), воюващи на страната на съюзниците след призива от 18 юни на своя лидер, Генерал дьо Гол.
  - Френска освободителна армия (Armée française de la Libération), създадена на 1 август 1943 г. чрез сливането на FFL и всички други части на Свободна Франция, главно Армията на Африка
  - Френските вътрешни сили (Forces françaises de l'intérieur) елементи на Съпротивата, лоялни на Лондон и под неговото оперативно военно командване
  - Свободни френски военновъздушни сили
  - Свободни френски военноморски сили
  - Френската съпротива и Националният съвет на съпротивата, който координира различните групи, съставляващи съпротивата
  - Японска и тайландска окупация на френски Индокитай – започвайки с японската инвазия през септември 1940 г. и с френско-тайландската война, започнала през октомври 1940 г.
- Освобождението на Франция
  - Операция „Овърлорд“ – нахлуването в Северна Франция от западните съюзници през юни 1944 г.
  - Операция „Драгун“ – нахлуването в Южна Франция от западните съюзници през август 1944 г.
  - Освобождението на Париж – освобождаването на френската столица през август 1944 г
- Съюзническо настъпление от Париж до Рейн – настъпление (като десния фланг на западния фронт) в Елзас-Лотарингия през 1944 г.
- Нахлуване на западните съюзници в Германия – нахлуване (като десния фланг на западния фронт) на Баден-Вюртемберг през 1945 г.

## Допълнителна информация
- Кедуард, Родерик. „Франция“ в ICB Dear и MRD Foot, изд. Оксфордският спътник на Втората световна война (2003) стр. 391 – 408. онлайн в Oxford Reference.
- Kedward, Roderick. „France“ in I.C.B. Dear and M.R.D. Foot, eds. The Oxford Companion to World War II (2003) pp 391 – 408. online at Oxford Reference.

|  | Тази страница частично или изцяло представлява превод на страницата France during World War II в Уикипедия на английски. Оригиналният текст, както и този превод, са защитени от Лиценза „Криейтив Комънс – Признание – Споделяне на споделеното“, а за съдържание, създадено преди юни 2009 година – от Лиценза за свободна документация на ГНУ. Прегледайте историята на редакциите на оригиналната страница, както и на преводната страница, за да видите списъка на съавторите. ВАЖНО: Този шаблон се отнася единствено до авторските права върху съдържанието на статията. Добавянето му не отменя изискването да се посочват конкретни източници на твърденията, които да бъдат благонадеждни. |